# Saut en hauteur féminin à la Ligue de diamant 2015
Le concours du saut en hauteur féminin de la Ligue de diamant 2015 se déroule du 15 mai au 11 septembre 2015. La compétition fait successivement étape à Doha, Rome, Birmingham, New York, Lausanne, Monaco et Bruxelles.

## Calendrier
| Date              | Meeting               | Ville      | Pays        |
| ----------------- | --------------------- | ---------- | ----------- |
| 15 mai 2015       | Doha Diamond League   | Doha       | Qatar       |
| 4 juin 2015       | Golden Gala           | Rome       | Italie      |
| 7 juin 2015       | Birmingham Grand Prix | Birmingham | Royaume-Uni |
| 13 juin 2015      | Adidas Grand Prix     | New York   | États-Unis  |
| 9 juillet 2015    | Athletissima          | Lausanne   | Suisse      |
| 18 juillet 2015   | Meeting Herculis      | Monaco     | Monaco      |
| 11 septembre 2015 | Mémorial Van Damme    | Bruxelles  | Belgique    |

## Résultats
| Date | Meeting    | 1er                          | 1er   | 2e                                 | 2e    | 3e                           | 3e    |
| --- | ---------- | ---------------------------- | ----- | ---------------------------------- | ----- | ---------------------------- | ----- |
| 15 mai 2015 | Doha       | Airinė Palšytė 1,94 m (SB)   | 4 pts | Irina Gordeyeva 1,94 m (SB)        | 2 pts | Isobel Pooley 1,91 m (SB)    | 1 pt  |
| 4 juin 2015 | Rome       | Ruth Beitia 2,00 m (WL)      | 4 pts | Blanka Vlašić 1,97 m (SB)          | 2 pts | Kamila Lićwinko 1,97 m (=SB) | 1 pt  |
| 7 juin 2015 | Birmingham | Kamila Lićwinko 1,97 m (=SB) | 4 pts | Justyna Kasprzycka 1,94 m (=SB)    | 2 pts | Mariya Kuchina 1,94 m        | 1 pt  |
| 13 juin 2015 | New York   | Ruth Beitia 1,97 m (MR)      | 4 pts | Blanka Vlašić 1,97 m (=MR, =SB)    | 2 pts | Levern Spencer 1,91          | 1 pt  |
| 9 juillet 2015 | Lausanne   | Anna Chicherova 2,03 m (WL)  | 4 pts | Ruth Beitia 1,94 m                 | 2 pts | Erika Kinsey 1,94 m          | 1 pt  |
| 18 juillet 2015 | Monaco     | Mariya Kuchina 2,00 m (=PB)  | 4 pts | Anna Chicherova Ruth Beitia 1,97 m | 2 pts |                              |       |
| 11 septembre 2015 | Bruxelles  | Mariya Kuchina 2,01 m (=PB)  | 8 pts | Anna Chicherova 1,97 m             | 4 pts | Ruth Beitia 1,93 m           | 2 pts |
| Records et Performances - AR : Record continental (area record) - CR : Record des championnats (championship record) - MR : Record du meeting (meet record) - NR : Record national (national record) - OR : Record olympique (olympic record) - PR : Record paralympique (paralympic record) - PB : Record personnel (personal best) - SB : Meilleure performance personnelle de la saison (season's best) - WL : Meilleure performance mondiale de l'année (world leader) - WJR : Record du monde junior (world junior record) - WR : Record du monde (world record) Circonstances et Conditions - DNF : N'a pas terminé (did not finish) - DNS : N'a pas pris le départ (did not start) - DQ : Disqualification (disqualification) - NM : Aucun essai valable enregistré (No Mark) - Q : Qualifié « directement » au prochain tour (ou à la prochaine compétition), lors d'une compétition majeure, grâce au classement ou à la réalisation des minima (automatic qualifier) - q : Qualifié au prochain tour (ou à la prochaine compétition), lors d'une compétition majeure, grâce au repêchage ou à la réalisation de l'une des meilleures performances parmi celles des « non qualifiés directement » (grâce au meilleur temps ou à la meilleure distance par exemple) (secondary qualifier) |            |                              |       |                                    |       |                              |       |

## Classement général
- Classement final :

| Rang | Athlète         | Points |
| ---- | --------------- | ------ |
| 1    | Ruth Beitia     | 13     |
| 2    | Mariya Kuchina  | 12     |
| 3    | Anna Chicherova | 10     |
| 4    | Kamila Licwinko | 6      |
| 5    | Levern Spencer  | 1      |
|      | Erika Kinsey    | 1      |